# Louise et les Marchés
Pour plus de détails, voir Fiche technique et Distribution.
Louise et les Marchés est un téléfilm français en deux parties réalisé par Marc Rivière en 1998.

## Synopsis
Une femme forte et autoritaire, l'une des plus importantes concessionnaires de marchés, fait face à ses problèmes familiaux et professionnels tout en préparant sa succession.

## Fiche technique
- Réalisation : Marc Rivière
- Scénario et dialogues : Philippe Madral, d'après une idée originale de Jean-Pierre Dusséaux
- Société de production : France 2, Néria productions
- Production : Jean-Pierre Dusséaux
- Montage : Anick Baly, Philippe Ravoet, Monique Rysselinck
- Costumes : Marie-Claude Brunet, Loret Meus
- Musique : Carolin Petit
- Photo : Jonny Semeco
- Langue : français
- Genre : Film dramatique
- Pays d'origine :  France
- Durée : 2 x 90 minutes
- Date de diffusion : 25 mai et 1er juin 1998 sur France 2

## Distribution
- Line Renaud : Louise Richard
- Thierry Neuvic : Philippe
- Simon de La Brosse : Rodolphe Farouz
- Sarah Bertrand : Mélodie Garrel
- Jean-Marie Winling : Bernard Richard
- François Perrot : Roger Garrel
- Jean-Paul Farré : Antoine Richard
- Valérie Leboutte : Marie Richard
- Ronny Coutteure : Audoin
- Toni Cecchinato : Placier Barsac
- Jean-François Balmer : André Farouz